# 香川県中学校の廃校一覧
香川県中学校廃校一覧（かがわけんちゅうがっこうのはいこういちらん）は、香川県の中学校の廃校の一覧である。対象となるのは学制改革（1947年）以降に廃校となった中学校と分校である。名称は廃校当時のもの。廃校時に属していた自治体が合併により消滅している場合は現行の自治体に含める。また現在休校中の学校は公式には存続していることとなっているが、便宜上本項に記載する。

## 高松市
- 高松市立太田中学校〈初代〉（1949年高松市立桜町中学校へ統合。現在の同名校とは無関係[1]）
- 高松市立花園中学校（1952年木太中〈初代〉と統合し高松市立玉藻中学校へ）
- 高松市立木太中学校〈初代〉（1952年花園中と統合し玉藻中となり、1986年玉藻中と桜町中から高松市立木太中学校〈2代目〉が分離[2]）
- 高松市立古高松中学校〈初代〉（1954年高松市立屋島中学校へ統合、1984年再分離）[3]
- 高松市立女木島中学校（1958年城内中へ統合）[4]
- 高松市立前田中学校（1961年高松市立協和中学校へ統合）[5]
- 高松市立三渓中学校（1961年統合により高松市立龍雲中学校へ）[6]
- 高松市立仏生山中学校（同上）[6]
- 高松市立多肥中学校（同上）[6]
- 高松市立香西中学校（1962年統合により高松市立勝賀中学校へ）[7]
- 高松市立弦打中学校（1962年勝賀中弦打教場となり、1964年完全統合）[7]
- 高松市立鬼無中学校（1962年勝賀中鬼無教場となり、1964年完全統合）[7]
- 高松市立川岡中学校（1965年統合により高松市立香東中学校川岡教場となり、1966年完全統合）[8]
- 高松市立円座中学校（1965年統合により香東中円座教場となり、1966年完全統合）[8]
- 高松市立檀紙中学校（1965年統合により香東中檀紙教場となり、1966年完全統合）[8]
- 高松市立城内中学校（2009年光洋中と統合し高松市立高松第一中学校へ）[9]
- 高松市立光洋中学校（2009年城内中と統合し高松第一中へ）[9]
- 高松市立鶴尾中学校（2021年閉校し、桜町中・高松市立一宮中学校・高松市立太田中学校・香東中への学校選択制として分割）[10]
- 山田町立川島中学校（1957年統合により高松市立山田中学校〈当時：山田町立〉へ）[11]
- 山田町立十河中学校（同上）[11]
- 山田町立東植田中学校（同上）[11]
- 山田町立植田中学校（同上）[11]
- 塩江町立塩江中学校〈旧〉（1961年統合により高松市立塩江中学校〈当時：塩江町立〉塩江教場となり、1963年完全統合）[12]
- 塩江町立安原中学校（1961年塩江中安原教場となり、1963年完全統合）[12]
- 塩江町立上西中学校（1961年塩江中上西教場となり、1963年完全統合）[12]
- （私立）香川県明善中学校（2002年休校）

## 丸亀市
- 丸亀市立牛島中学校（1950年本島中牛島分教場から独立、1967年8月31日丸亀市立本島中学校へ統合）[13]
- 丸亀市立手島小中学校（1989年）[13]
- 丸亀市立小手島中学校（2013年休校、2020年再開[14]、2023年再休校[15]）
- 丸亀市立広島中学校（2009年休校）[16]

## 坂出市
- 坂出市立林田中学校（1963年統合により坂出市立白峰中学校林田教場となり、1966年5月23日完全統合）[17]
- 坂出市立加茂中学校（1963年白峰中加茂教場となり、1966年5月23日完全統合）[17]
- 坂出市立府中中学校（1963年白峰中府中教場となり、1966年5月23日完全統合）[17]
- 坂出市立松山中学校（1963年白峰中松山教場となり、1966年5月23日完全統合）[17]
- 坂出市立王越中学校（1963年白峰中王越教場となり、1966年5月23日完全統合）[17]
- 坂出市立坂出中学校〈旧〉（1975年川津中と統合し坂出市立坂出中学校〈新〉へ）[18]
- 坂出市立川津中学校（1975年坂出中〈旧〉と統合し坂出中〈新〉へ）[18]
- 坂出市立与島中学校（2002年休校、2008年廃校）[19]
- 坂出市立沙弥中学校（2006年休校、2010年坂出中へ統合[20]）
- 坂出市立櫃石中学校（2018年）[21]
- 坂出市立岩黒中学校（2021年休校[22]、2024年廃校[23]）
- 坂出市立瀬居中学校（2024年）[24]

## 善通寺市
- 善通寺市立与北中学校（1955年竜川中と統合し善通寺市立東中学校へ）[25]
- 善通寺市立竜川中学校（1955年与北中と統合し東中へ）[25]

## さぬき市
- 志度町立鴨部中学校（1960年統合により志度町立志度東中学校へ)
- 志度町立鴨庄中学校（同上)
- 志度町立小田中学校（同上)
- さぬき市立大川第一中学校（2013年天王中と統合しさぬき市立さぬき南中学校へ）[26]
- さぬき市立天王中学校（2013年大川第一中と統合しさぬき南中へ）[26]
- さぬき市立志度東中学校（2015年さぬき市立志度中学校へ統合）[27]
- さぬき市立津田中学校（2015年さぬき南中へ統合）[28]

## 東かがわ市
- 東かがわ市立白鳥中学校〈2代目〉（2020年本町小・白鳥小・福栄小と統合し東かがわ市立白鳥小中学校へ）[29]
- 白鳥本町立中学校〈正式校名不詳〉（1949年白鳥村立中と統合し白鳥中〈初代〉へ）[30]
- 白鳥村立中学校〈正式校名不詳〉（1949年白鳥本町立中と統合し白鳥中〈初代〉へ）[30]
- 引田町立引田中学校〈初代〉（1952年小海中と統合し引田小海中〈現：東かがわ市立引田小中学校〉へ）[31]
- 小海村立小海中学校（1952年引田中〈初代〉と統合し引田小海中へ）[31]
- 丹生村立丹生中学校（1953年統合により東かがわ市立大川中学校〈当時：香川県三本松町誉水村丹生村組合立〉[32]へ）[30]
- 誉水村立誉水中学校（同上）[30]
- 三本松町立三本松中学校（同上）[30]
- 引田町立相生中学校（1970年引田中〈2代目〉へ統合）[31]
- 白鳥町立白鳥中学校〈初代〉（1970年福栄中と統合し白鳥中〈2代目〉白鳥教場となり、1972年完全統合）[30]
- 白鳥町立福栄中学校（1970年白鳥中〈初代〉と統合し白鳥中〈2代目〉福栄教場となり、1972年完全統合）[30]
- 白鳥町立五名中学校（1975年白鳥中〈2代目〉へ統合）[30]
- 白鳥町立白鳥中学校はくちょう分校[30]（1987年休校、1989年再開、1998年再休校）

## 三豊市
- 本山村立本山中学校（1948年統合により本山村ほか4か村学校組合立三豊第一中学校〈現：三豊市立豊中中学校〉へ）[33]
- 桑山村立桑山中学校（同上）[33]
- 比地大村立比地大中学校（同上）[33]
- 笠田村立笠田中学校（同上）[33]
- 上高野村立上高野中学校（同上）[33]
- 高瀬町立中部中学校（1960年統合により三豊市立高瀬中学校〈当時：高瀬町立〉へ）[注釈 1]
- 高瀬町立東部中学校（同上）
- 高瀬町立南部中学校（同上）
- 詫間町立荘内中学校（1962年三豊市立詫間中学校〈当時：詫間町立〉へ統合）[34]
- 詫間町立志々島中学校（1970年詫間中志々島教場となり、1971年廃止）[34]
- 詫間町立粟島中学校（2006年休校、2014年廃校）
- 香川県立高瀬のぞみが丘中学校（2011年）

## 小豆郡
- 小豆島町立内海中学校（2014年池田中と統合し小豆島町立小豆島中学校へ）[35]
- 小豆島町立池田中学校（2014年内海中と統合し小豆島中へ）[35]

## 木田郡
- 三木町立平井中学校（1960年統合により三木町立三木中学校へ）[36]
- 三木町立氷上中学校（同上）[36]
- 三木町立下高岡中学校（同上）[36]
- 三木町立井戸中学校（同上）[36]
- 三木町立田中中学校（1962年三木中へ統合）[36]
- 三木町立神山第一中学校（同上）[36]
- 三木町立神山中学校（2006年三木中へ統合）[36]
- 三木町立小蓑中学校（同上）[36]

## 香川郡
- 直島町立直島中学校牛ケ首分校（1959年）[37]

## 綾歌郡
- 綾川町立綾上中学校（2022年綾南中と統合し綾川町立綾川中学校へ）[38]
- 綾川町立綾南中学校（2022年綾上中と統合し綾川中へ）[38]
- 綾南町立昭和中学校（1959年5月1日統合により綾南中へ）[39]
- 綾南町立陶中学校（同上）[39]
- 綾南町立滝宮中学校（同上）[39]
- 綾南町立羽床中学校（同上）[39]
- 綾上村立枌所中学校（1962年統合により綾上中へ）[40]
- 綾上村立山田中学校（同上）[40]
- 綾上村立西分中学校（同上）[40]
- 綾上村立羽床上中学校（同上）[40]
- 宇多津町立宇多津中学校宇多津学園分校（1971年）[41]

## 仲多度郡
- 多度津町立佐柳小中学校（廃校時期不明）[42]
- 多度津町立高見中学校（2010年10月）[43]
- まんのう町立仲南中学校（2006年まんのう町立満濃中学校へ統合）[44]
- まんのう町立琴南中学校（2016年満濃中へ統合）[44]
- 満濃町立高篠中学校（1959年満濃中へ統合）[44]
- 満濃町立長炭中学校（1960年満濃中へ統合）[44]
- 琴南町立造田中学校（1971年統合により琴南中へ）[45]
- 琴南町立美合中学校（同上）[45]
- 琴南町立美合中学校川奥分校（同上）[45]